# 북마케도니아의 지방 자치체
북마케도니아는 2013년 2월 기준으로 80개 지방 자치체(마케도니아어: општини, opštini 옵슈티니, 단수형 општина, opština 옵슈티나)로 구성되어 있으며 이 가운데 10개 지방 자치체는 북마케도니아의 수도인 스코페 도시권을 형성한다.
현존하는 북마케도니아의 지방 자치체 가운데 대부분은 1996년 9월에 신설된 123개 지방 자치체 가운데 하나였기 때문에 큰 변동은 없는 편이지만 몇몇 지방 자치체는 합병되기도 했고 경계선이 변경되기도 했다. 북마케도니아는 8개 지방(регион, regioni)으로 나뉘지만 독자적인 지방 정부를 가진 행정 구역은 아니며 통계 목적으로 사용된다.

## 지방 자치체 목록
| - 2. 젤리노시 (Желино, Želino) - 3. 소피슈테시 (Сопиште, Sopište) - 4. 스투데니차니시 (Студеничани, Studeničani) - 5. 젤레니코보시 (Зелениково, Zelenikovo) - 6. 일린덴시 (Илинден, Ilinden) - 7. 립코보시 (Липково, Lipkovo) - 8. 추체르산데보시 (Чучер-Сандево, Čučer-Sandevo) - 9. 예구노프체시 (Јегуновце, Jegunovce) - 10. 테아르체시 (Теарце, Tearce) - 11. 테토보시 (Тетово, Tetovo) - 12. 브르베니차시 (Брвеница, Brvenica) - 13. 마케돈스키브로드시 (Македонски Брод, Makedonski Brod) - 14. 차슈카시 (Чашка, Čaška) - 15. 벨레스시 (Велес, Veles) - 16. 페트로베츠시 (Петровец, Petrovec) - 17. 쿠마노보시 (Куманово, Kumanovo) - 18. 스타로나고리차네시 (Старо Нагоричане, Staro Nagoricane) - 19. 란코프체시 (Ранковце, Rankovce) - 20. 크리바팔란카시 (Крива Паланка, Kriva Palanka) | - 21. 크라토보시 (Кратово, Kratovo) - 22. 스베티니콜레시 (Свети Николе, Sveti Nikole) - 23. 프로비슈티프시 (Пробиштип, Probištip) - 24. 코차니시 (Кочани, Kočani) - 25. 마케돈스카카메니차시 (Македонска Каменица, Makedonska Kamenica) - 26. 델체보시 (Делчево, Delčevo) - 27. 비니차시 (Виница, Vinica) - 28. 체시노보오블레셰보시 (Чешиново-Облешево, Češinovo-Obleševo) - 29. 카르빈치시 (Карбинци, Karbinci) - 30. 즈르노프치시 (Зрновци, Zrnovci) - 31. 슈티프시 (Штип, Štip) - 32. 로조보시 (Лозово, Lozovo) - 33. 그라드스코시 (Градско, Gradsko) - 34. 로소만시 (Росоман, Rosoman) - 35. 네고티노시 (Неготино, Negotino) - 36. 콘체시 (Конче, Konče) - 37. 라도비시시 (Радовиш, Radoviš) - 38. 페흐체보시 (Пехчево, Pehčevo) - 39. 베로보시 (Берово, Berovo) - 40. 바실레보시 (Василево, Vasilevo) | - 41. 보실로보시 (Босилово, Bosilovo) - 42. 노보셀로시 (Ново Село, Novo Selo) - 43. 스트루미차시 (Струмица, Strumica) - 44. 발란도보시 (Валандово, Valandovo) - 45. 도이란시 (Дојран, Dojran) - 46. 보그단치시 (Богданци, Bogdanci) - 47. 게브겔리야시 (Гевгелија, Gevgelija) - 48. 데미르카피야시 (Демир Капија, Demir Kapija) - 49. 카바다르치시 (Кавадарци, Kavadarci) - 50. 프릴레프시 (Прилеп, Prilep) - 51. 돌네니시 (Долнени, Dolneni) - 52. 크루셰보시 (Крушево, Kruševo) - 53. 플라스니차시 (Пласница, Plasnica) - 55. 키체보시 (Кичево, Kičevo) - 58. 브랍치슈테시 (Врапчиште, Vrapčište) - 59. 보고비네시 (Боговиње, Bogovinje) - 60. 고스티바르시 (Гостивар, Gostivar) | - 61. 마브로보로스투샤시 (Маврово и Ростуша, Mavrovo i Rostuša) - 62. 데바르시 (Дебар, Debar) - 63. 첸타르주파시 (Центар Жупа, Centar Zupa) - 65. 스트루가시 (Струга, Struga) - 66. 베브차니시 (Вевчани, Vevčani) - 67. 데바르차시 (Дебарца, Debarca) - 68. 오흐리드시 (Охрид, Ohrid) - 69. 레센시 (Ресен, Resen) - 70. 데미르히사르시 (Демир Хисар, Demir Hisar) - 71. 비톨라시 (Битола, Bitola) - 72. 크리보가슈타니시 (Кривогаштани, Krivogaštani) - 73. 모길라시 (Могила, Mogila) - 74. 노바치시 (Новаци, Novaci) - 75. 아라치노보시 (Арачиново, Aračinovo) 스코페 도시권 - 101. 첸타르시 (Центар, Centar) - 102. 가지바바시 (Гази Баба, Gazi Baba) - 103. 아에로드롬시 (Аеродром, Aerodrom) - 104. 차이르시 (Чаир, Čair) - 105. 키셀라보다시 (Кисела Вода, Kisela Voda) - 106. 부텔시 (Бутел, Butel) - 107. 슈토오리자리시 (Шуто Оризари, Šuto Orizari) - 108. 카르포시시 (Карпош, Karpoš) - 109. 조르체페트로프시 (Ѓорче Петров, Gjorče Petrov) - 110. 사라이시 (Сарај, Saraj) |

### 폐지된 지방 자치체
- 드루고보시 (Другово, Drugovo), 오슬로메이시 (Осломеј, Oslomej), 브라네슈티차시 (Вранештица, Vraneštica), 자야스시 (Зајас, Zajas): 2013년 3월을 기해 키체보시에 합병되면서 폐지됨.

## 같이 보기
- 북마케도니아의 통계 지방
- ISO 3166-2:MK